# Once Bitten
Once Bitten (br: Procura-se Rapaz Virgem; pt: A Primeira Dentada) é um filme realizado para o cinema em 1985. O filme é uma comédia para adolescentes - como tantas outras realizadas na década de 1980 - com a diferença que aqui o tema são os vampiros. O filme é estrelado pela top model e atriz estadunidense Lauren Hutton, pelo ator e comediante negro  estadunidense Cleavon Little e pelo futuro astro canadense Jim Carrey.

## Sinopse
A Condessa (Lauren Hutton) é uma vampira de 400 anos que vive com seu mordomo, o irônico e gay Sebastian (Cleavon Little), e um séquito de jovens rapazes e moças, todos igualmente vampiros. Para manter a beleza e juventude precisa alimentar-se de sangue de virgens (em três mordidas). Porém, na época atual está cada vez mais difícil encontrar um virgem. Suas esperanças são renovadas quando ela sabe que o jovem Mark Kendall (Jim Carrey) ainda é virgem. Mark sempre tenta fazer amor com sua namorada, Robin Pierce (Karen Kopkins), que sempre recusa. Certa noite, Mark e seus amigos vão a Los Angeles para uma balada. Num bar de solteiros, Mark conhece a Condessa que o convida a ir até sua casa. Lá, ela o morde e ele desmaia. Quando acorda, Mark pensa que finalmente perdeu a virgindade. Um pouco depois, começa a ter pesadelos, evitar a luz do sol e, ocasionalmente, bebe sangue. Um novo encontro com a Condessa e uma nova mordida. Robin começa a notar o comportamento estranho de Mark. No baile da escola, durante o concurso de dança, Robin enfrenta a Condessa. Esta rapta Robin e Mark vai atrás deles com seus amigos para salvá-la. Na mansão, Robin consegue escapar, mas momentos depois Mark também é capturado e salvo por sua namorada.  Isso dá início a uma perseguição e o casal consegue se salvar no último instante se escondendo no caixão da Condessa. Quando a Condessa os encontra, já fizeram amor. A Condessa começa a envelhecer até tornar-se idosa e é amparada por Sebastian. Já salvos da Condessa e da virgindade, Mark e Robin fecham a tampa do caixão e, novamente, se amam.  

## Elenco
- Lauren Hutton - Condessa
- Cleavon Little - Sebastian
- Jim Carrey - Mark Kendall
- Karen Kopins - Robin Pierce